# Darling Mamaqi
Darling Mamaqi (ur. 10 listopada 1963 w Tiranie) – albański aktor, syn pisarki Adeliny Mamaqi.

## Życiorys
W 1984 ukończył studia na wydziale aktorskim Instytutu Sztuk w Tiranie.
Na ekranie filmowym zadebiutował w 1984 rolą Ediego w filmie Nxenesit e klases sime. Potem wystąpił jeszcze w 4 filmach fabularnych.

## Role filmowe
- 1984: Nxënësit e klasës sime jako Edi, syn Kristofora
- 1985: Në prag të jetës jako Landi
- 1990: Kronikë e një nate jako niemiecki oficer
- 1995: Zemër nëne